# レディアンス・オブ・ザ・シーズ
レディアンス・オブ・ザ・シーズ（Radiance of the Seas）、またはレイディアンス・オブ・ザ・シーズは、ロイヤル・カリビアン・インターナショナルが運航しているクルーズ客船。

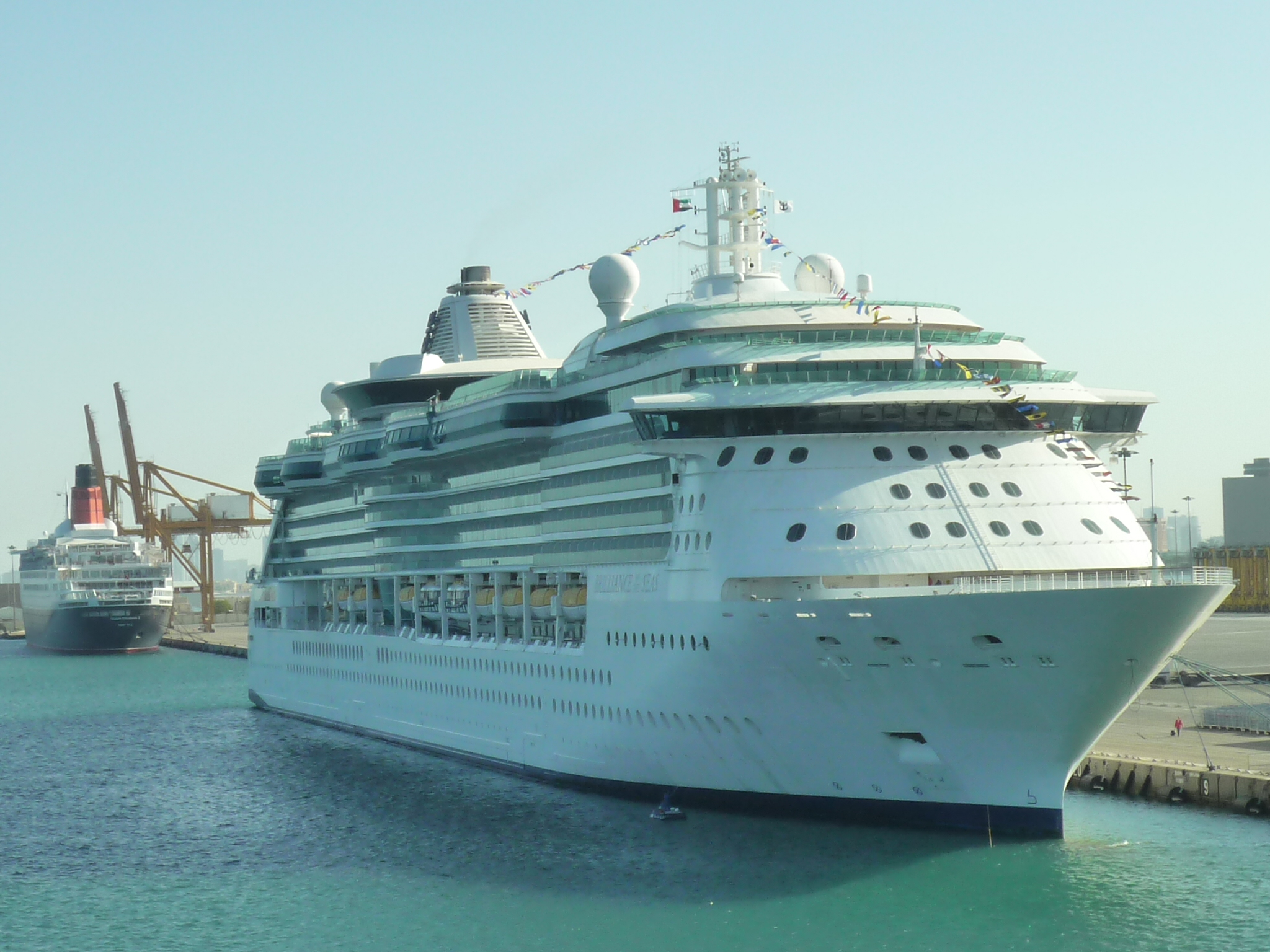
レディアンス・オブ・ザ・シーズ（手前）とクイーン・エリザベス２（奥）

## 概要
レディアンス・オブ・ザ・シーズ級（ロイヤル・カリビアン・インターナショナルではヴァンテージ・クラスと呼称）の1番船で、2001年3月9日、ドイツのマイヤー・ヴェルフトで竣工。船価は3億5千万ドル。
4月6日に行われた命名式にて、Margot Pritzker（ハイアット会長の妻）によって命名され、翌7日よりパナマ運河クルーズに就航した。
本船は環境に配慮して、先に建造されたセレブリティ・クルーズのミレニアム級と同様のGEマリン LM2500+型ガスタービン2基とその排気熱を利用した蒸気タービン1基で発電するCOGESと呼ばれる電気推進システムを採用し、NOx排出量を大幅に低減させた。
その電力により2基のアジポッド推進器を駆動し航行する。
2011年5月～6月にはオアシス・オブ・ザ・シーズ級と同様の施設・サービス等を取り入れて船内設備を更新する大規模改装を行った。
また、同型の2番船が2002年に、3番船が2003年に、4番船が2004年に建造された。

## 同型船
- 2番船　「ブリリアンス・オブ・ザ・シーズ（Brilliance of the Seas）」

2002年7月5日竣工。
- 3番船　「セレナーデ・オブ・ザ・シーズ（Serenade of the Seas）」

2003年7月30日竣工。
- 4番船　「ジュエル・オブ・ザ・シーズ（Jewel of the Seas）」

2004年4月22日竣工。